# Ritsurin 2
Die Ritsurin 2 (japanisch りつりん2; auch Ritsurin II, Ritsurin No. 2 oder Ritsuri 2 geschrieben) ist ein 1990 in Dienst gestelltes Fährschiff der japanischen Reederei Jumbo Ferry. Sie steht auf der Strecke von Kōbe nach Takamatsu im Einsatz.

## Geschichte
Die Ritsurin 2 wurde im Januar 1990 unter der Baunummer 977 in der Werft von Hayashikane Shipbuilding in Shimonoseki auf Kiel gelegt und lief am 29. März 1990 vom Stapel. Nach der Ablieferung an die Reederei Kato Kisen am 7. Juli 1990 nahm sie den Fährbetrieb zwischen Kōbe und Takamatsu auf. Sie ergänzte hierbei ihr bereits 1989 in Dienst gestelltes Schwesterschiff Konpira 2.
Seit 2003 betreibt Jumbo Ferry die Ritsurin 2. Nach mehr als 30 Jahren Dienstzeit wurde ihr Schwesterschiff Konpira 2 im Oktober 2022 durch die Aoi ersetzt, die seitdem gemeinsam mit der Ritsurin 2 nach Takamatsu eingesetzt wird. Anlässlich der Indienststellung der Aoi wurden die Passagierbereiche der Ritsurin 2 2022 modernisiert. Sie selbst soll voraussichtlich noch bis 2025 im Einsatz bleiben.
Die insgesamt bis zu 475 Passagiere an Bord der Ritsurin 2 können zwischen Schlafsälen im japanischen Stil (mit Liegematten) und Räumlichkeiten mit Liegesitzen der Ersten oder Zweiten Klasse wählen. Das Schiff verfügt zudem über private Einzelzimmer, Familienzimmer sowie einen Schlafsaal, der ausschließlich für Frauen reserviert ist. Zur weiteren Ausstattung gehören Bäder, Waschräume und eine Sauna, ein Bereich zur Unterbringung von Haustieren, ein Bordgeschäft mit integriertem Restaurant, ein Kinderspielzimmer und eine Empfangshalle mit Massagesesseln. An Deck befindet sich eine Aussichtsplattform mit künstlicher Rasenfläche.